# 샤프심
샤프심은 샤프 펜슬에 사용하는 리필용 흑연심이다.
샤프심에는 독성 화학 물질을 넣지 않고, 일반적으로 흑연과 점토, 또는 플라스틱 중합체로 만들어진다. 일반 연필과 비교하여, 샤프는 다양한 종류가 존재하지만, 더 작은 표시 유형을 가지고 있다. 대부분의 샤프 펜슬은 리필이 가능하지만, 일부 저가 모델은 일회용이며 비어 있을 때 폐기된다.
샤프 메커니즘 구조상 샤프심 길이(47~70 mm)의 1/4은 버리게 될 확률이 높다. 클러치에 고정되지 않는 부분은 빠져버리기 때문에 샤프심 고정장치 거의 끝까지 긴 샤프심을 끼워놓고 짧은 샤프심을 위에 꽂아 넣으면 쓸 수는 있다. 단 유격이 매우 심하여 보통은 새 샤프심을 쓴다. 이에 몇몇 회사에서 탑척 방식이라는 1~5 mm까지 잡아주는 샤프도 시판했다. 몇 예외를 제외하면 만들기 복잡해서 고급 샤프에만 적용된다.

## 심경
샤프 메커니즘은 하나의 심경만 사용한다. 펜텔의 Function 357과 같은 일부 샤프는 다양한 심경을 제공하기 위해 동일한 배럴 안에 몇개의 메커니즘을 배치하기도 한다(이 샤프의 경우 0.3, 0.5, 0.7mm). 또한 1.00mm 심경도 존재하지만 매우 드물다(아래 표 참조).
다양한 선호도와 샤프 구조를 수용하기 위해 아래 표와 같이 다양한 크기의 심경을 사용할 수 있다. 가장 일반적인 심경은 0.3mm, 0.5m, 0.7mm이며, 이러한 심경은 정밀도와 강도 사이에서 균형을 맞춘다. 일반적으로 사용되지 않는 심경은 너무 가늘거나, 일반적으로 흔히 생산되지 않는 것, 또는 너무 두꺼운 것이 있다. 보통 샤프는 여러 개의 심을 동시에 수용할 수 있어 리필 빈도가 낮다. 한가지 예외는 펜텔의 첫 샤프로 추정되는 펜텔 350E로, 심경이 0.5mm인 단 한개의 샤프심만 보관하고 있을 수 있었다. 펜텔은 이전에 0.1mm 샤프 시제품도 시연했다.
| 심경 (mm) | 심경 (in)        | 용도(대한민국, 일본 등)                                               | 용도(공업 부문 및 서양)                                               |
| --------- | ---------------- | --------------------------------------------------------------------- | --------------------------------------------------------------------- |
| 0.10      | (0.004)          | 시제품(펜텔)                                                          | 시제품(펜텔)                                                          |
| 0.20      | (0.008)          | 세필용                                                                | 공업.                                                                 |
| 0.30      | 0.012            | 세필용                                                                | 기술 작업(특정 독일 제조 업체에서 0.35mm로 알려짐)                    |
| 0.40      | (0.016)          | 학생/일반 필기                                                        | 기술 작업(일본에서만 사용 가능)                                       |
| 0.50      | 0.02             | 학생/일반 필기                                                        | 일반 작문, 일반적인 기술 작업, 초보자의 기술 작업.                    |
| 0.60      | (0.024)          | 일반 문서(일본에서만 사용 가능, 톰보우에 의해 중단됨                  | 일반 문서(일본에서만 사용 가능, 톰보우에 의해 중단됨                  |
| 0.70      | 0.028            | 학생/일반 필기                                                        | 일반적인 글                                                           |
| 0.80      | (0.031)          | 일반적인 글                                                           | 일반적인 글                                                           |
| 0.90      | 0.036            | 학생/일반 필기                                                        | 학생/일반 필기(특정 독일 제조 업체에서는 1.0mm라고도 함)              |
| 1.00      | 0.040            | 1950년대 이전의 파커 연필에 사용된 희귀한 심경.                       | 1950년대 이전의 파커 연필에 사용된 희귀한 심경.                       |
| 1.18      | 3x64또는 0.046   | 오래됨. Yard-O-Led처럼 연필에 사용됨                                  | 오래됨. Yard-O-Led처럼 연필에 사용됨                                  |
| 1.30      | (0.051)          | 스테들러 및 Pentel(펜텔 전용 색상 리드)                               | 스테들러 및 Pentel(펜텔 전용 색상 리드)                               |
| 1.40      | (0.055)          | 일부 스타빌로 아동용 연필뿐 아니라 파버카스텔의 이모션과 new Lamy ABC | 일부 스타빌로 아동용 연필뿐 아니라 파버카스텔의 이모션과 new Lamy ABC |
| 2.00      | 0.075 또는 0.078 | drafting leadholders                                                  | drafting leadholders                                                  |
| 3.15      | 1/8 (0.138)      | non-drafting leadholders                                              | non-drafting leadholders                                              |
| 5.60      | 7/32 (0.220)     | non-drafting                                                          | non-drafting                                                          |

인치 단위의 괄호 안의 값은 계산하여 소수 점 3자리까지 반올림했다.

## 심경도
일반적인 연필과 마찬가지로 샤프심은 사용자가 원하는 진하기과 내구성의 균형에 따라 다양한 경도 등급으로 사용할 수 있다. 일반적으로 사용되는 샤프심 밀도가 동일하지만 기존 HB(US#2)연필심에 맞는 두께는 아니다.

## 색
색깔 샤프심이 있는 샤프 펜슬은 덜 일반적이지만 실제로는 존재한다. 스테들러에서도 2.0mm 의 색깔 샤프심을 제조한다. Crayola의 "twistable"제품 라인은 기계적 공급 메커니즘이 있는 두가지 다른 색상의 연필( 지울 수 있고 지울 수 없는 것)을 포함하고 있지만, 리필 리드를 제공하지는 않는다. 펜텔, 파이로트, 유니 볼(미쓰비시 펜슬)등 일부 회사는 현재 자사 제품에 대해 제한된 지름(0.5mm, 0.7mm또는 2.0mm)으로 색상이 들어간 리필 리드를 제조하고 있다. Koh-i-nor는 교체 가능한 리드가 있는 기계적 컬러 연필을

2.0, 3.15, 5.6mm크기로 만든다.